# Niceto Vega
Niceto Vega (Buenos Aires, 1799 - Cachi, mayo de 1841) fue un militar argentino que participó en la Guerra de Independencia de la Argentina, en las campañas libertadoras de Chile y Perú, en la Guerra del Brasil y en las guerras civiles argentinas.

## Biografía
Nació en Buenos Aires cuando esta era capital del Virreinato del Río de la Plata. Enrolado muy joven en el Ejército, participó del sitio de Montevideo hasta la caída de la ciudad realista en 1814. Al año siguiente combatió contra los federales en la Banda Oriental y en la provincia de Santa Fe.
En 1816 se incorporó al Ejército de los Andes; luchó en Chacabuco, Cancha Rayada y Maipú.
Se unió a la Expedición Libertadora del Perú, participando en la Campaña a la Sierra, a órdenes del general Arenales, y luchando en las batallas de Nazca y Cerro de Pasco. También participó de la campaña de Rudecindo Alvarado a "Puertos Intermedios", y participó en las batallas de Torata y Moquegua. De regreso a Lima, fue ascendido al grado de teniente coronel. Tras la caída de la capital peruana en manos realistas, se presentó en Trujillo al general Simón Bolívar, pero éste lo dio de baja del ejército.
Regresó a Buenos Aires en 1825 y se unió a la campaña contra el Imperio del Brasil como segundo jefe del regimiento de caballería al mando de José de Olavarría. Luchó en Ombú e Ituzaingó, logrando el ascenso al grado de coronel. También combatió en Camacuá.
A su regreso a Buenos Aires, se unió a la revolución unitaria de 1828, y participó a órdenes del general Juan Lavalle en las batallas de Navarro y Puente de Márquez. Fue uno de los oficiales que acompañaron a Lavalle en la firma de la Convención de Barracas, y lo acompañó al exilio en el Uruguay.
En 1832 se enroló en el ejército del Uruguay, para pelear contra las dos revoluciones de Lavalleja a órdenes del presidente Fructuoso Rivera. En 1836 acompañó a éste en la revolución contra el presidente Manuel Oribe, y dirigió un ala de infantería de su ejército en las batallas de Carpintería y Palmar.
En 1839 se unió a la campaña de Lavalle hacia la provincia de Entre Ríos, y participó en la batalla de Yeruá, pasando después a la provincia de Corrientes. En su segunda campaña en Entre Ríos, al año siguiente, fue el jefe de un ala de caballería en las batallas de Don Cristóbal y Sauce. Fue uno de los jefes de las divisiones secundarias del ejército de Lavalle en la provincia de Buenos Aires, y participó en los combates menores de Cañada de la Paja y Navarro, antes de iniciar la retirada frente al superior ejército del gobernador Juan Manuel de Rosas.
Durante la invasión y ocupación de Santa Fe, combatió en el asalto a esa ciudad y los combates que siguieron al mismo. En la terrible derrota en la batalla de Quebracho Herrado, fue el jefe de la principal división de caballería unitaria, que fue destrozada por el general federal Ángel Pacheco. Salvó a Lavalle de una muerte segura, cuando todo su ejército había huido.
Tenía un gran prestigio en el ejército, pero durante su retirada al norte quedó muy disgustado con Lavalle, y se unió al ejército del general Lamadrid al llegar a Choya. Acompañó a éste en su campaña de represión de los federales de la provincia de Salta, pero no regresó con él a Tucumán, debido a que estaba muy enfermo. Posteriormente se trasladó a Cachi, en los Valles Calchaquíes, donde falleció en mayo de 1841.
Varias calles en diferentes ciudades de Argentina fueron nombradas en recuerdo a este militar entre ellas una Avenida de Buenos Aires.